# Enquêtes archéologiques
 (février 2017).
Enquêtes archéologiques est une émission de télévision documentaire française présentée par l'archéologue belge, Peter Eeckhout, diffusée en France sur Arte,.
À chaque numéro, Peter Eeckhout présente un site archéologique et rencontre ses confrères qui présentent leurs dernières découvertes.

## Épisodes

### Première saison (2016-2017)
Le samedi 18 juin 2016, à partir de 12 h 35, sont diffusés sur Arte les épisodes parlant des Mochicas et de l'Île de Pâques. Ils furent bien accueillis par le public. Quelques mois plus tard, à partir du 16 janvier 2017, du lundi au vendredi sur Arte, sont diffusés les vingt épisodes qui composent la première saison. Les deux épisodes datant de juin 2016 sont, par la même occasion, rediffusés,.
| N° | Titre épisode                              | Première diffusion |
| -- | ------------------------------------------ | ------------------ |
| 1  | Le Crépuscule des Mochicas                 | 18/06/2016 à 12h35 |
| 2  | La Folie de Néron                          | 17/01/2017 à 17h45 |
| 3  | Les premiers Américains                    | 18/01/2017 à 17h45 |
| 4  | Le Secret des lignes de Nazca              | 19/01/2017 à 17h45 |
| 5  | Orcades, un pèlerinage néolithique         | 20/01/2017 à 17h45 |
| 6  | El Argar, une civilisation oubliée         | 23/01/2017 à 17h45 |
| 7  | Troie, au plus près du mythe               | 24/01/2017 à 17h45 |
| 8  | Île de Pâques : Le Grand Tabou             | 18/06/2016 à 13h00 |
| 9  | Ichijodani, un retour aux sources          | 26/01/2017 à 17h45 |
| 10 | Hegra : Sur les traces des Nabatéens       | 27/01/2017 à 17h45 |
| 11 | Aux origines d’Angkor                      | 30/01/2017 à 17h45 |
| 12 | Pachacamac, la lourdes préhispanique       | 31/01/2017 à 17h45 |
| 13 | Mayas : L’Astronomie au service du pouvoir | 01/02/2017 à 17h45 |
| 14 | Titicaca : La Mer des Tiwanaku             | 02/02/2017 à 17h45 |
| 15 | Sibérie : L’Énigme Iakoute                 | 03/02/2017 à 17h45 |
| 16 | Un parfum d’Antiquité                      | 06/02/2017 à 17h45 |
| 17 | Australie, le grand livre des Aborigènes   | 07/02/2017 à 17h45 |
| 18 | Éthiopie, la légende de Lalibela           | 08/02/2017 à 17h45 |
| 19 | Great Zimbabwe : Un passé retrouvé         | 09/02/2017 à 17h45 |
| 20 | Persépolis : Le Paradis perse              | 10/02/2017 à 17h45 |

### Deuxième saison (2018-2019)
Un article publié par le site de la société de production annonce le tournage d'une seconde saison. Des photos sont dévoilés, ainsi qu'un site archéologique, celui de Choquequirao, qui sera le sujet d'un prochain épisode. Deux autres épisodes ont été tournés en Afrique du Sud et à Stonehenge.
La diffusion de la deuxième saison commence le lundi 4 juin 2018 à 17 h 35.
| N° | Titre épisode                           | Première diffusion |
| -- | --------------------------------------- | ------------------ |
| 1  | Les premiers chamanes d'Afrique du Sud  | 08/06/2018 à 17h35 |
| 2  | Les Chachapoyas, vivre avec les morts   | 12/06/2018 à 17h35 |
| 3  | La cité perdue des Taironas             | 07/06/2018 à 17h35 |
| 4  | La géographie sacrée des Incas          | 04/06/2018 à 17h35 |
| 5  | Les bâtisseurs de Stonehenge            | 05/06/2018 à 17h35 |
| 6  | Crète : le mythe du labyrinthe          | 11/06/2018 à 17h40 |
| 7  | Teotihuacan : naissance d'une métropole | 15/06/2018 à 17h40 |
| 8  | Groenland, l'épopée viking              | 06/06/2018 à 17h35 |
| 9  | Amazonie : un peuple oublié             | 13/06/2018 à 17h40 |
| 10 | L'histoire oubliée des Swahilis         | 14/06/2018 à 17h40 |